# Prezi
Prezi est un logiciel de présentation édité par la société hongroise éponyme, créé et lancé à Budapest en 2009.
La société, qui emploie 200 salariés basés à Budapest, San Francisco et en Corée, revendique, depuis 2009, 50 millions d'utilisateurs à travers le monde.

## Histoire
L'outil est créé par Ádám Somlai-Fischer en 2009, avec la collaboration du professeur Péter Halácsy (Université polytechnique et économique de Budapest) et de l'entrepreneur Péter Árvai. Il est dévoilé lors de la conférence The Next Web et lancé en Hongrie, puis à San Francisco.
En 2010, la startup est saluée par les organisateurs de Conférence TED et lève 14 millions de dollars en 2011 auprès d'Accel Partners, un fonds d'investissement américain.
La même année, Prezi est repérée par Barack Obama qui intègre la startup au projet ConnectED aux côtés d'Apple, Microsoft et AT&T.
Le 2 avril 2014 Prezi lance une version française.
Le 5 novembre 2014, Péter Árvai, le cofondateur de Prezi reçoit le trophée Europioneer du Web Entrepreneur de l'année des mains de la Commission européenne. Deux semaines plus tard, Prezi annonce avoir levé 57 millions d'euros et venir de dépasser les 50 millions d'utilisateurs.
En 2020, le site internet de la plate-forme annonce réunir 100 millions d'utilisateurs à travers le monde.

## Fonctionnement
Se positionnant comme une alternative à PowerPoint, Prezi est un outil de bureautique interactif qui permet de modéliser une présentation sans diapositives. L'interface, légère et dotée d'un plan de travail virtuellement sans limites, permet de zoomer ou dé-zoomer, ajouter un texte sous différentes échelles, éditer les styles de textes, insérer des images, insérer des formes simples, importer des vidéos mp4 ou insérer des vidéos YouTube en collant le lien.

## Présentation
Une fois la présentation terminée et le chemin établi, il est possible comme dans un fichier de diaporama (slideshow) PowerPoint ou Impress d'aller sur la diapositive (slide) suivante et précédente, à la différence que leur ordre correspond à celui défini dans la fonctionnalité Path. La transition se fait alors en fonction de la position, de la taille et de la rotation de l'objet se trouvant sur le chemin.[réf. nécessaire]
Il est possible pendant la présentation, de prendre le contrôle à la souris pour zoomer ou déplacer le plan.[réf. nécessaire]

## Inscription
L'inscription s'effectue à partir du site de Prezi, qui propose des formules gratuites (permettant de créer des présentations directement en ligne à partir du navigateur Web) ou payantes, offrant des fonctionnalités supplémentaires, comme le téléchargement du logiciel permettant d'élaborer un document hors connexion.

## Prérequis
- Adobe Flash Player 10 ou plus pour la version Prezi Classic, la version Prezi Next s'appuie elle sur HTML 5
- Une souris avec molette, ou pavé tactile